# Medelålderskris
Medelålderskris, ibland 40-årskris, syftar på en upplevelse av livsrelaterad oro, nedstämdhet, uppgivenhet, rastlöshet eller ångest som kan uppstå i 40-60-årsåldern vid den tid då människan passerar hälften av sin beräknade livstid. Begreppet verkar inte reflektera någon generell biologisk förändring, utan är snarare en fas i livet som människor ofta upplever är jobbig. Begreppet myntades 1965 av Elliott Jaques.
Medelålderskrisen präglas, förutom de negativa känslorna, normalt av funderingar och grubbel över vad man åstadkommit i livet och vad man skulle vilja göra innan man dör. 
Att man upplever medelålderskris kan bero på många saker, men det sammanfaller ofta med stora förändringar i livet som till exempel karriärsbyte, att äktenskap eller förhållanden bryts, barnafödsel eller att barn flyttar ut. För många individer tydliggörs då vad det innebär att livet är begränsat, vilket får dem att börja fundera över meningen med livet och eventuellt uppleva någon av ovan nämnda känslor.